# Taxile Delord

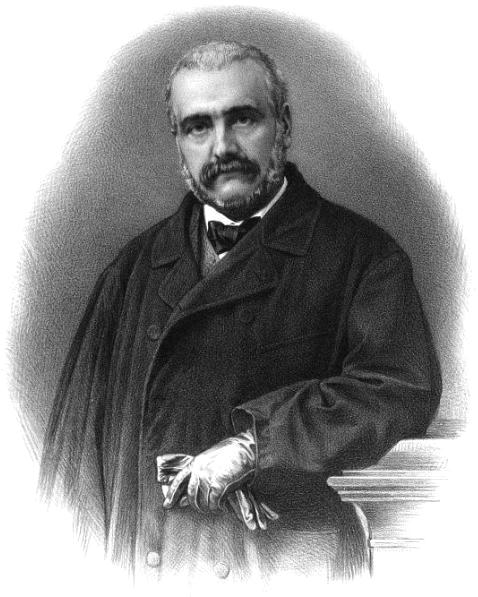
Porträt von 1867

Taxile Delord (* 25. November 1815 in Avignon; † 16. Mai 1877) war ein französischer Schriftsteller.

## Leben
Die Eltern von Taxile Delord waren Protestanten. Er machte seine Studien 1830 bis 1834 in Marseille und ließ sich 1837 in Paris nieder, wo er sich als Journalist an mehreren Zeitschriften beteiligte, bis er 1842 die Chefredaktion des „Charivari“ übernahm, die er mit kurzer Unterbrechung bis 1858 führte. Seiner literarischen Tätigkeit für dieses Blatt verdankte er zunächst seinen Ruf. Später war er vorzugsweise bei der Redaktion des „Siècle“ beteiligt. Bei den Ergänzungswahlen vom 2. Juli 1871 wurde er vom Département Vaucluse in die Nationalversammlung gewählt, wo er auf der äußersten Linken seinen Sitz nahm. Delord ließ außer zahlreichen Beiträgen für die verschiedensten Journale mehrere selbständige Werke erscheinen.
Zu dem von Grandville initiierten Werk Un Autre Monde (1843–44) steuerte er den erläuternden Text bei.

## Werke
- Physiologie de la Parisienne (Par. 1851),
- Matinees littéraires (das. 1860)
- Histoire du second empire (das. 1868–75, 6 Bde.)